# Várbalog, Győr-Moson-Sopron
Várbalog  este un sat în districtul Mosonmagyaróvár, județul Győr-Moson-Sopron, Ungaria, având o populație de 378 de locuitori (2011). 

## Demografie
Componența etnică a satului Várbalog
     Maghiari (96,17%)
     Germani (3,83%)
Componența confesională a satului Várbalog
     Romano-catolici (76,46%)
     Fără religie (8,99%)
     Reformați (1,59%)
     Atei (1,59%)
     Necunoscută (11,38%)
Conform recensământului din 2011, satul Várbalog avea 378 de locuitori. Din punct de vedere etnic, majoritatea locuitorilor (96,17%) erau maghiari, cu o minoritate de germani (3,83%).  Din punct de vedere confesional, majoritatea locuitorilor (76,46%) erau romano-catolici, existând și minorități de persoane fără religie (8,99%), reformați (1,59%) și atei (1,59%). Pentru 11,38% din locuitori nu este cunoscută apartenența confesională.